# Stenotabanus cipoensis
Stenotabanus cipoensis är en tvåvingeart som beskrevs av Chainey 1999. Stenotabanus cipoensis ingår i släktet Stenotabanus och familjen bromsar. Inga underarter finns listade i Catalogue of Life.